# Chemellier
Chemellier korábbi község Franciaország Loire mente régiójában, Maine-et-Loire megyében. 2016. december 15-én kilenc másik korábbi községgel egyesült és Brissac Loire Aubance új község része lett.
Lakosainak száma 767 fő (2018. január 1.). Chemellier Blaison-Saint-Sulpice, Charcé-Saint-Ellier-sur-Aubance, Coutures, Grézillé, Saint-Georges-des-Sept-Voies, Saint-Rémy-la-Varenne és Saulgé-l’Hôpital községekkel határos.

## Népesség
A település népességének változása:
| Lakosok száma | 425  | 427  | 443  | 501  | 456  | 728  | 782  | 821  | 795  | 767  |
|               | 1968 | 1975 | 1982 | 1990 | 1999 | 2011 | 2013 | 2015 | 2017 | 2018 |